# SBT Realidade
SBT Realidade foi um programa de reportagens do SBT comandado pela jornalista Ana Paula Padrão, que estreou no dia 26 de março de 2007.
O programa exibia matérias sobre comportamento, cultura e turismo produzidas no Brasil e no exterior.

## O programa
Vice-líder de audiência, o programa trazia documentários sobre diferentes assuntos produzidos pela equipe do SBT ou pelas produtoras associadas à emissora.
Na estreia, em 26 de março de 2007, o programa mostrou a "Sociedade Tuareg", e entrou no ar por volta das 23h30, logo após o programa da Hebe.
Em julho de 2007, o SBT Realidade passou a ser exibido às quartas-feiras às 23h30. Em abril de 2008 passa a ser transmitido às quintas-feiras, mas voltou para quarta-feira, após o SBT Repórter.
Em julho de 2008, o SBT Realidade passou a ser exibido às segundas-feiras logo após Pantanal. E em dezembro do mesmo ano, passou a ser exibido às segunda-feiras logo após Revelação as 23h50.
A partir de abril de 2009 passou a ser transmitido as 23h15, após a telenovela Dona Beija, pois Revelação começava mais cedo as 21h45.
Com fim do contrato de Ana Paula Padrão, no último dia 30 de abril, que não foi renovado devido a falta de um novo acordo entre Silvio Santos e a jornalista, o programa foi cancelado. O último SBT Realidade foi ao ar no dia 27 de abril de 2009 com o tema "felicidade".
Uma curiosidade é que durante a despedida de Ana Paula na última exibição do programa, o plasma atrás dela mostrava o "The End", símbolo dos filmes americanos, enquanto ela falava: "Busque a sua felicidade sempre". Porém, não houve nenhum tipo de menção explícita de que aquela era a última edição do SBT Realidade.
O programa foi substituído pelo seriado "O Exterminador do Futuro" a partir de 4 de Maio. Ana Paula Padrão foi apresentar o Jornal da Record na Rede Record.

## Apresentadora
- Ana Paula Padrão

## Reportagens exibidas
Primeira fase (segundas-feiras)
- 26 de março de 2007 - Sociedade Tuareg
- 2 de abril de 2007 - Via Sacra, Israel
- 9 de abril de 2007 - Aquecimento global
- 16 de abril de 2007 - Eldorado dos Carajás
- 23 de abril de 2007 - Ciganos do mar
- 30 de abril de 2007 - Recursos da investigação policial
- 7 de maio de 2007 - Frei Galvão
- 14 de maio de 2007 - Predadores do mar
- 21 de maio de 2007 - Portugal
- 28 de maio de 2007 - Tribo em Papua-Nova Guiné
- 4 de junho de 2007 - Predadores da floresta
- 11 de junho de 2007 - Economia popular
- 18 de junho de 2007 - Bolívia
- 25 de junho de 2007 - Naufrágios
- 2 de julho de 2007 - Serengueti, Tanzânia
- 9 de julho de 2007 - Níger
- 16 de julho de 2007 - Pólo norte

Segunda fase (quartas-feiras)
- 25 de julho de 2007 - Acidente TAM
- 1 de agosto de 2007 - Predadores da noite
- 8 de agosto de 2007 - China - Parte 1
- 15 de agosto de 2007 - China - Parte 2
- 22 de agosto de 2007 - Camuflagem animal
- 29 de agosto de 2007 - Predadores dos rios
- 5 de setembro de 2007 - Crateras
- 12 de setembro de 2007 - Predadores do deserto
- 19 de setembro de 2007 - Culinária e História
- 26 de setembro de 2007 - Predadores das ilhas
- 3 de outubro de 2007 - Dubai
- 10 de outubro de 2007 - Animais exóticos
- 17 de outubro de 2007 - Viagem pelo arquipélago de Abrolhos
- 24 de outubro de 2007 - Vida dos beduínos
- 31 de outubro de 2007 - Assombrações
- 7 de novembro de 2007 - Serengueti, Tanzânia
- 14 de novembro de 2007 - Lençóis Maranhenses
- 21 de novembro de 2007 - Animais
- 28 de novembro de 2007 - Moda
- 5 de dezembro de 2007 - Moda
- 12 de dezembro de 2007 - Animais feios
- 19 de dezembro de 2007 - Tubarões
- 26 de dezembro de 2007 - Culinária brasileira
- 2 de janeiro de 2008 -  Nova Iorque
- 9 de janeiro de 2008 -  Fundo do mar
- 16 de janeiro de 2008 -  Animais
- 23 de janeiro de 2008 -  Longevidade
- 30 de janeiro de 2008 -  Lagos vulcânicos
- 6 de fevereiro de 2008 -  Sondas espaciais
- 13 de fevereiro de 2008 -  Cavernas
- 20 de fevereiro de 2008 -  Ilhas Galápagos
- 27 de fevereiro de 2008 -  Alimentos medicinais
- 5 de março de 2008 -  Fundo do mar
- 12 de março de 2008 - O novo Japão
- 19 de março de 2008 - Formatura
- 26 de março de 2008 - Catástrofes
- 2 de abril de 2008 - Fundo do mar

Terceira fase (quintas-feiras)
- 10 de abril de 2008 - Tailândia - Parte 1
- 17 de abril de 2008 - Tailândia - Parte 2

Quarta fase (quartas-feiras)
- 23 de abril de 2008 - Tribo indígena em Londres
- 30 de abril de 2008 - Ursos
- 7 de maio de 2008 -
- 14 de maio de 2008 - República Tcheca - Parte 1
- 21 de maio de 2008 - República Tcheca - Parte 2
- 28 de maio de 2008 -
- 4 de junho de 2008 -
- 11 de junho de 2008 -
- 18 de junho de 2008 -
- 25 de junho de 2008 -

Quinta fase (segundas-feiras)
- 30 de junho de 2008 - Cuba - Parte 1
- 7 de julho de 2008 - Cuba - Parte 2
- 14 de julho de 2008 - Orcas comem filhote de baleia
- 27 de abril de 2009 - Felicidade

## Prêmios
O SBT Realidade sobre "Portugal", exibido em 21 de maio de 2007, foi premiado pela Comissão Europeia de Turismo na América Latina como o melhor programa de televisão sobre a Europa, em 2007.
A repórter e apresentadora Ana Paula Padrão, a editora Beatriz Alessi e o cinegrafista Daniel Vergara viajaram a Portugal em abril, antecipando-se à comemoração dos duzentos anos da vinda da família real portuguesa para o Brasil.
O programa reconstitui os dias que antecederam a viagem – quando toda a corte se transferiu para a remota capital da colônia nos trópicos, fugindo do avanço das tropas de Napoleão – e mostra o que ainda une os brasileiros à terra mãe, duzentos anos depois.